# If You Leave (album)
If You Leave – debiutancki album angielskiej grupy Daughter wydany 18 marca 2013 przez brytyjską wytwórnię 4AD.

## Lista utworów
1. Winter
2. Smother
3. Youth
4. Still
5. Lifeforms
6. Tomorrow
7. Human
8. Touch
9. Amsterdam
10. Shallows